# Президентские выборы в США (1888)
Президентские выборы 1888 года проходили 6 ноября. На них президент Гровер Кливленд набрал больше голосов избирателей, чем его соперник от республиканцев Бенджамин Гаррисон, но проиграл по голосам выборщиков (168 — у Кливленда против 233 — у Гаррисона). В результате 23-м президентом США стал бывший сенатор от Индианы Бенджамин Гаррисон. В четвёртый раз президентом США стал человек, проигравший голосование избирателей. Примечательно, что в следующий раз сходная ситуация произошла через 112 лет — на выборах 2000 года, а затем повторилась в 2016 году. 
Это был также девятый случай в истории, когда победитель выборов получил меньше 50 % голосов избирателей.

## Выборы

### Кампания
Кливленд сделал лейтмотивом предвыборной кампании тарифы. Он считал, что тарифы были слишком высоки, а слишком высокие тарифы означают несправедливые налоги. Республиканцы оспаривали этот тезис, считая, что высокие тарифы защищают американскую промышленность от иностранной конкуренции и гарантируют высокие зарплаты, доходы и высокий рост экономики. В народе, однако, низкие тарифы связывались с влиянием Британии, так как тогда она была сторонником свободной торговли, и были крайне непопулярны среди американцев и выходцев из Ирландии. На практике, однако, спор о тарифах на промышленные товары был в то время бессмысленным, так как в США стоимость производства была гораздо ниже, чем в Европе.

### Результаты
| Кандидат           | Партия                 | Избиратели | Избиратели | Выборщики |
| Кандидат           | Партия                 | Количество | %          | Выборщики |
| ------------------ | ---------------------- | ---------- | ---------- | --------- |
| Бенджамин Гаррисон | Республиканская партия | 5 443 892  | 47,80%     | 233       |
| Гровер Кливленд    | Демократическая партия | 5 534 488  | 48,63%     | 168       |
| Клинтон Б. Фиск    | Партия запрета         | 249 819    | 2,20%      | 0         |
| Элсон Стритер      | Союз труда             | 146 602    | 1,31%      | 0         |
| Другие             | —                      | 8 519      | 0,07%      | 0         |
| Всего              | Всего                  | 11 383 320 | 100%       | 401       |